# Kambia
Kambia est une ville située dans la province du Nord, en Sierra Leone.

## Personnalités liées à la commune
- Mohamed Kamara (1999-), footballeur né à Kambia.

## Source
- (en) Cet article est partiellement ou en totalité issu de l’article de Wikipédia en anglais intitulé « Kambia, Sierra Leone » (voir la liste des auteurs).